# Gråvingad trast
Gråvingad trast (Turdus boulboul) är en asiatisk fågel i familjen trastar inom ordningen tättingar. Den förekommer i Himalaya och bergstrakter i södra Kina och norra Sydostasien. Arten tros minska i antal, men beståndet anses ändå livskraftigt.

## Utseende och fältkännetecken

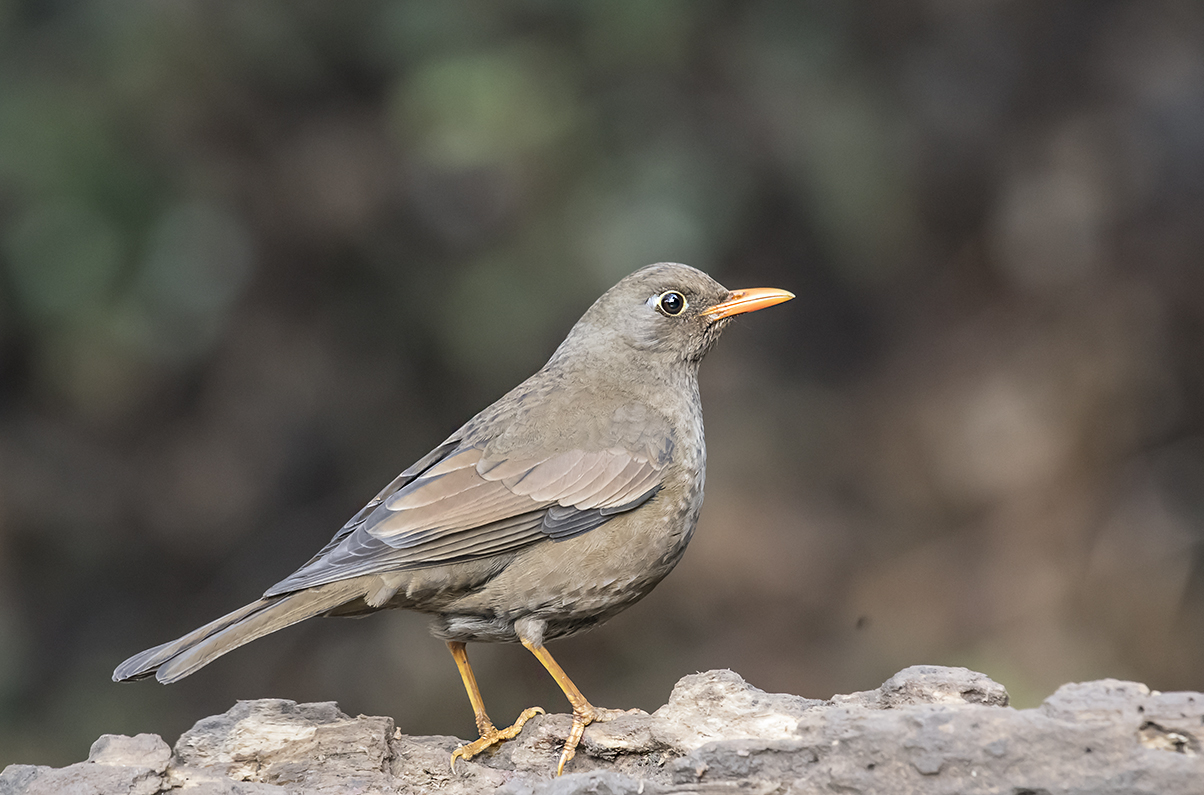
Hona gråvingad trast.

Gråvingad trast är en koltraststor fågel (27,5–29 cm) och hanen är liksom den övervägande svart, men med diagnostiskt kontrasterande stor blekgrå vingfläck. Även honan påminner om koltrasthonan med sin enfärgade olivbruna dräkt, men har också en vingfläck, dock endast lätt blekare. Näbben är gulaktig (svartaktig på koltrasthonan).

## Utbredning och ekologi

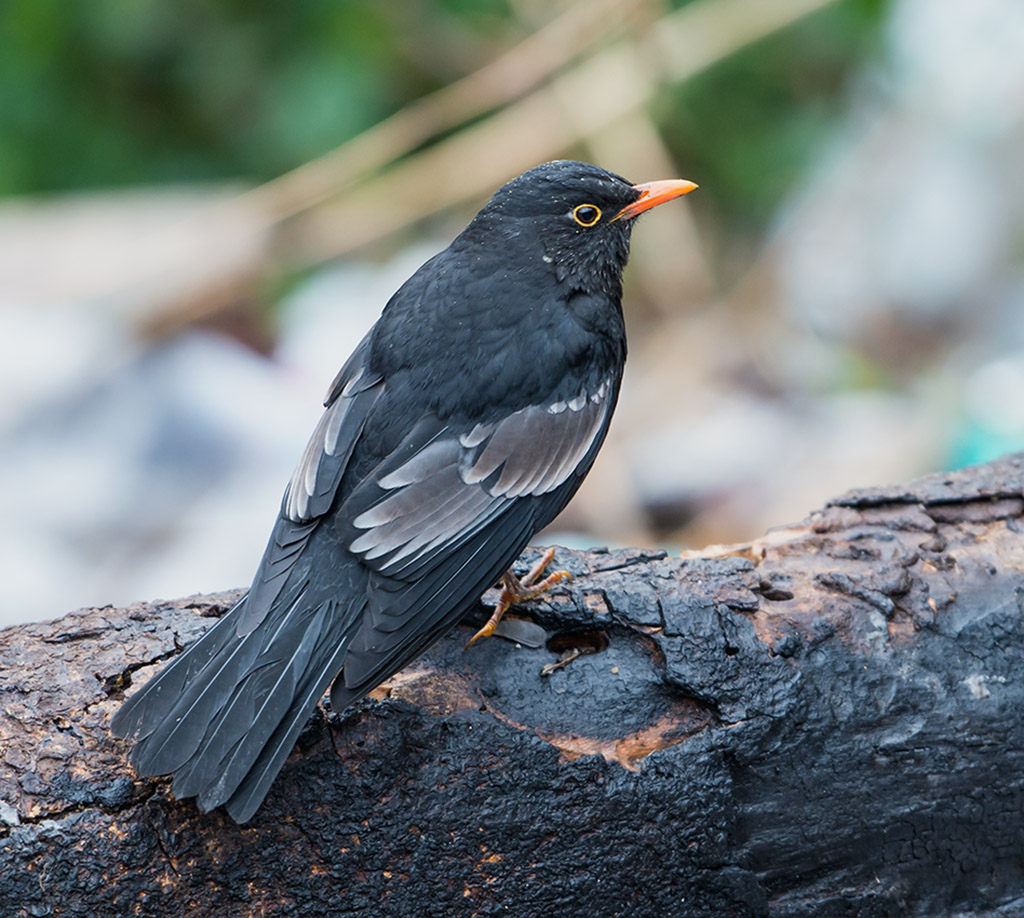
Hane gråvingad trast fotograferad i indiska Uttarakhand.

Till fågelns utbredningsområde hör Himalaya, västra Pakistan, norra Myanmar, södra Kina och norra Sydostasien. Där häckar den i ek-rhododendronskogar och städsegröna lövskogar på 1 000–2 565 meter över havet, i Himalaya över 1 200. Den är stannfågel, men kan förflytta sig något lokalt.

## Systematik
Trots sin likhet till europeiska koltrasten är gråvingad trast endast avlägset släkt. Fågeln står nära svartvit trast, gråtrast, gråryggig trast och svartbröstad trast samt indisk trast. Den behandlas som monotypisk, det vill säga att den inte delas in i några underarter.

## Status och hot
Arten har ett stort utbredningsområde och en stor population, men tros minska i antal till följd av habitatförstörelse och degradering, dock inte tillräckligt kraftigt för att den ska betraktas som hotad. Internationella naturvårdsunionen IUCN kategoriserar därför arten som livskraftig (LC). Populationens storlek har ännu ej uppskattats, men den beskrivs som lokalt vanlig genom större delen av utbredningsområdet, sällsynt i Kina och mindre vanlig i norra Laos och norra Vietnam.